# Hersz Berliński
Hersz Berliński, seudónimo. Herszek, Jeleń (Łódź, 1908 - Varsovia, 27 de septiembre de 1944): fue un militante del movimiento de resistencia judía durante la Segunda Guerra Mundial, participante del Levantamiento del Gueto de Varsovia y del Levantamiento de Varsovia, y activista de Poalei Zion

## Biografía

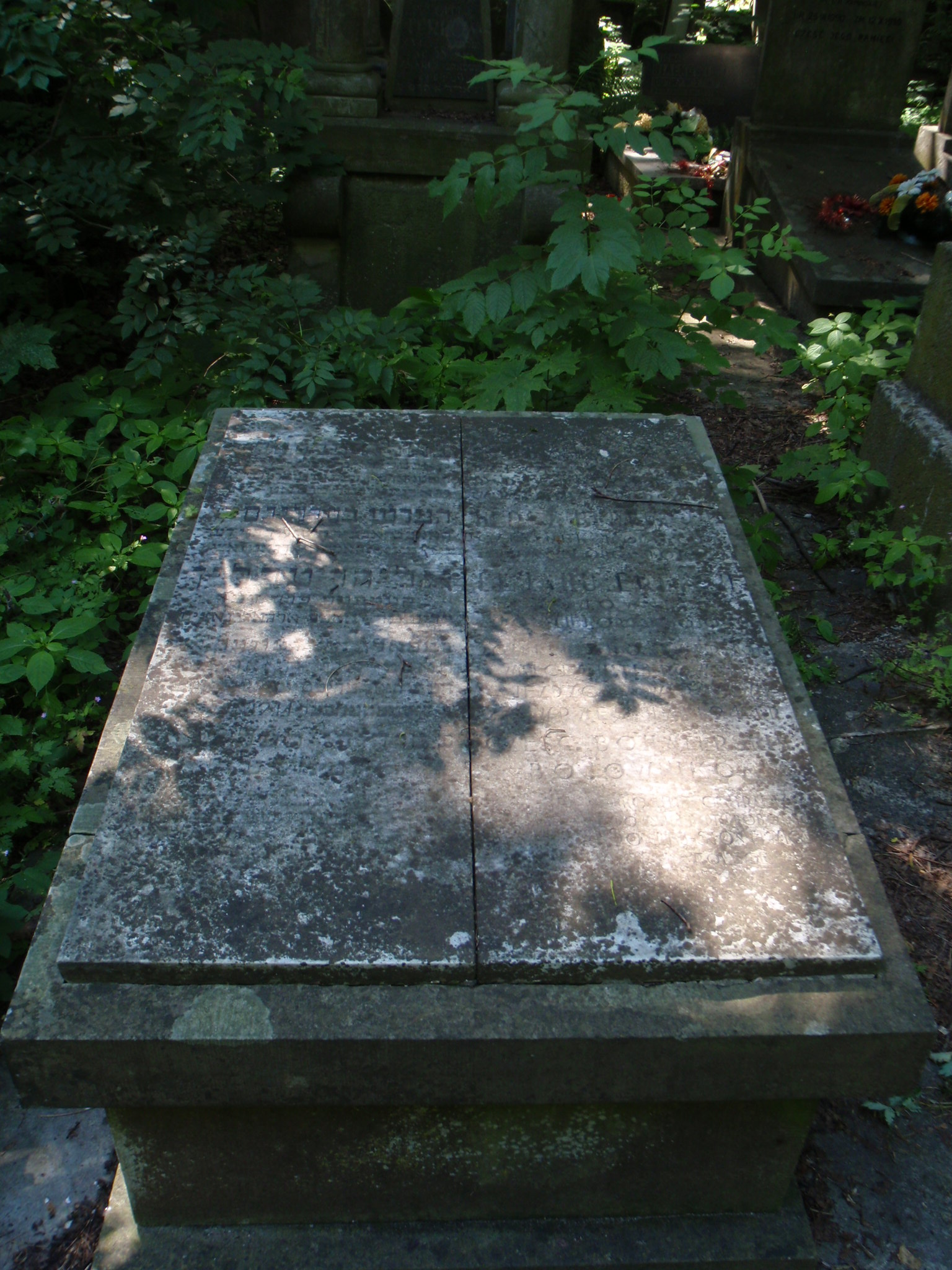
La tumba de Hersz Berliński, Pola Elster y Eliahu Erlich en el cementerio judío de Varsovia

Nació en Łódź, hijo de una familia judía de clase obrera. Asistió a Jéder y luego a una escuela primaria estatal. En 1923, se unió a la organización juvenil bundista Tsukunft. Al año siguiente, se trasladó a Poale Zion, donde al principio participó en su organización juvenil. Era comandante de la milicia del partido en la filial en Łódź. 
Después del estallido de la Segunda Guerra Mundial intentó llegar a Varsovia. Fue arrestado y encarcelado en un campo en Rawa Mazowiecka, y luego en Częstochowa, de donde huyó poco después de ser encarcelado. Llegó a la zona de ocupación soviética desde donde partió hacia Varsovia. A partir de 1940, estuvo en el gueto de Varsovia, donde fue uno de los principales activistas del partido Poale Zion. Fue secretario del comité del partido y jefe de la prensa clandestina. Era miembro activo del Bloque Antifascista. Trabajaba a diario en la fábrica Landaua. Fue también cofundador de la organización clandestina Młodzież Borochowa (yídish: Borochow Jugent).
Después del primer gran desplazamiento, se convirtió en uno de los miembros más activos de la Organización Judía de Combate. Fue nombrado representante del partido en la Comisaría Central, donde también dirigió el Departamento de Planificación. Participó en un ataque contra un banco en el gueto, cuyo objetivo era obtener dinero para la compra de armas. Durante el Levantamiento en el gueto fue el comandante de uno de los grupos de batalla de Poale Zion. Luchó en el territorio de szop szczotkarzy en calle Świętojerska, y luego en el gueto central. El 10 de mayo de 1943, por las alcantarillas, salió hacia el lado ario junto con un grupo de unos 30 combatientes. Desde entonces,  luchaba en la unidad partidaria bajo el nombre de Defensores del gueto en los bosques de Wyszków. Escribió sus memorias tituladas Tres. Pola Elster, Hersz Berlinski, Eliahu Erlich (Draj. Pola Elster, Hersz Berlinski, Eliahu Erlich) en yídish en el lado ario. Fueron publicadas en su idioma original en 1966 en un libro del mismo título, y en hebreo como Diarios (Zichronot).
Durante el Levantamiento de Varsovia fue soldado de la unidad ŻOB. Murió con un arma en la mano en Żoliborz.
El 19 de abril de 1945 fue condecorado póstumamente con la Orden Virtuti Militari y el 29 de abril de 1945, su cadáver fue enterrado en la avenida principal del cementerio judío en la calle Okopowa en Varsovia (parcela 39).